# 聖何塞德爾帕爾馬
聖何塞德爾帕爾馬是哥倫比亞的城鎮，位於該國西部，由喬科省負責管轄，始建於1938年，面積940平方公里，海拔高度2,723米，2005年人口3,998，人口密度每平方公里4.25人。
4°58′N 76°14′W / 4.967°N 76.233°W